# Faas Eliaslaan 18
Woning Faas Eliaslaan 18 is een gemeentelijk monument in Baarn in de provincie Utrecht. Het huis staat op de hoek van de schoolstraat op het vroegere terrein van het landgoed Schoonoord.
Het huis van één bouwlaag heeft een steil oplopend schilddak.